# قلعه کهنه (کانی شیرین)
قلعه کهنه یک روستا در ایران است که در دهستان کانی شیرین شهرستان دیواندره استان کردستان واقع شده‌است. قلعه کهنه ۵۵۰ نفر جمعیت دارد.